# Шерман, Лоуэлл
Ло́уэлл Ше́рман (англ. Lowell Sherman; 11 октября 1885, Сан-Франциско, Калифорния — 28 декабря 1934, Голливуд, Калифорния) — американский актёр театра и кино, кинорежиссёр.

## Биография
Лоуэлл Шерман родился 11 октября 1885 или 1888 года в Сан-Франциско. Отец — Джон Уильям Шерман (1855—1924), театральный агент; мать — Джулия Луиза Грей, театральная актриса. Ещё будучи ребёнком, Лоуэлл начал играть в театрах с матерью. С 1904 года начал появляться в бродвейских постановках, а с 1914 года — сниматься в кино. Основной актёрский образ — плейбои и злодеи; принцы, короли и императоры.
5 сентября 1921 года Шерман был на вечеринке, устроенной известным актёром Роско Арбаклом в отеле Westin St. Francis. Также там присутствовала известная модель и актриса Вирджиния Рапп, именно с ней в соседней комнате и уединился Арбакл. Четыре дня спустя 26-летняя девушка умерла (в свидетельстве о смерти было указано «перитонит, вызванный разрывом мочевого пузыря»). По этому делу Арбакл был задержан полицией, ему было предъявлено обвинении в изнасиловании и нанесении Вирджинии телесных повреждений, что и вызвало её смерть. Шерман проходил по делу свидетелем, вокруг этого случая была большая шумиха, но в итоге Арбакла оправдали. Вопреки опасениям, карьера Шермана после этого инцидента не пострадала, в отличие от Арбакла.
Несмотря на свой актёрский успех, сам Шерман говорил так: «Ничто не становится таким однообразным, как игра на сцене, особенно если ты добиваешься успеха… Работа в кино кажется ещё скучнее».
В конце 1934 года Шерман начал режиссировать фильм «Бекки Шарп» — прорывную ленту для своего времени (эту картину ныне принято считать открывающей эпоху настоящего цветного кино, пришедшего на смену двухцветным процессам «бипак». Полноцветное изображение впервые получено по 4-й версии технологии «Техниколор» со съёмкой на 3 чёрно-белых киноплёнки специальной кинокамерой.) Однако он заболел пневмонией, и его в режиссёрском кресле заменил Рубен Мамулян. Шерман работал над «Бекки Шарп» 25 дней и успел отснять довольно заметный хронометраж, однако Мамулян не использовал ни одного кадра Шермана, полностью переснял все уже готовые сцены, и поэтому числится единственным режиссёром этого фильма без упоминания Шермана.
Лоуэлл Шерман скончался 28 декабря 1934 года в Голливуде от двухсторонней пневмонии. Похоронен на кладбище «Лесная поляна» в Глендейле. Первой общественности о смерти Шермана сообщила известная журналистка, кинообозреватель и колумнист Луэлла Парсонс в своей радиопередаче «Голливудский отель». Она преподнесла эту новость неэтично, сенсационно, за что получила в студию шквал звонков от разгневанных слушателей, и вскоре была временно отстранена от работы.

### Личная жизнь
Шерман был женат трижды, детей ни от одного из браков у него не было.
1. Эвелин Бут. Брак заключён в 1914 или 1915 году, 19 марта 1922 года последовал развод. Инициатором развода выступила Бут, заявившая, что муж «не обеспечивает её и жесток».
2. Полин Гарон (1900—1965), известная актриса театра и кино. Брак заключён 15 февраля 1926 года[10], в 1930 году (или в марте 1929 года) последовал развод. Инициатором развода выступил Шерман, заявивший, что Гарон «бросила его в августе 1928 года по настоянию своих родителей».
3. Хелен Костелло (1906—1957), известная актриса театра и кино. Брак заключён 15 марта 1930 года, в мае 1932 года последовал развод.

## Бродвей
- 1905—1908 — Девушка с Золотого Запада[англ.] / The Girl of the Golden West — всадник Pony Express
- 1923 — Морфия / Morphia — Джулиан Уэйд[13]
- 1923 — Казанова / Casanova — Джакомо Казанова
- 1924 — Лия Клешна[англ.] / Leah Kleschna — Рауль Бертон

## Избранная фильмография

### Актёр
51 фильм с 1914 по 1932 год
- 1914 — За кулисами[англ.] / Behind the Scenes — Тедди Харрингтон
- 1915 — Всегда в пути[англ.] / Always in the Way — Уинфред Норт
- 1920 — Путь на Восток / Way Down East — Леннокс Сандерсон
- 1920 — Нью-йоркская идея[англ.] / The New York Idea — Джон Карслейк
- 1921 — Позолоченная Лили[англ.] / The Gilded Lily — Крейтон Говард
- 1921 — Что не знает ни один мужчина[англ.] / What No Man Knows — Крейг Данлэп
- 1922 — Крупная кража[англ.] / Grand Larceny — Барри Клайв
- 1924 — Танцовщица под маской[англ.] / The Masked Dancer — принц Мадхе Азхар
- 1924 — Месье Бокер[англ.] / Monsieur Beaucaire — Людовик XV
- 1926 — Ты никогда не поймешь женщин[англ.] / You Never Know Women — Юджин Фостер
- 1927 — Конвой[англ.] / Convoy — Эрнест Дрейк
- 1928 — Божественная женщина / The Divine Woman — Анри Легран
- 1928 — Эдемский сад[англ.] / The Garden of Eden — Анри Д’Авриль
- 1928 — Леди Удача[англ.] / A Lady of Chance — Брэдли
- 1929 — Генерал Крэк[англ.] / General Crack — Леопольд II
- 1930 — Мэмми[англ.] / Mammy — Билли Уэст (Уэсти)
- 1930 — Дамы для досуга / Ladies of Leisure — Билл Стэндиш
- 1930 — Он знал женщин[англ.] / He Knew Women — Джеффри Кларк
- 1930 — Полуночная тайна[англ.] / Midnight Mystery — Том Остен
- 1930 — Ох, моряк, держись[англ.] / Oh Sailor Behave — принц Козлов
- 1930 — Законное воровство[англ.] / Lawful Larceny — Гай Тарлоу
- 1930 — Расплата[англ.] / The Pay-Off — Джин Фенмор
- 1931 — Королевская кровать[англ.] / The Royal Bed — король Эрик VIII
- 1931 — Украденные драгоценности / The Stolen Jools — кинорежиссёр (в роли самого себя)
- 1931 — Холостяцкая квартира[англ.] / Bachelor Apartment — Уэйн Картер
- 1932 — У греков есть слово для них[англ.] / The Greeks Had a Word for Them — Борис Фельдман
- 1932 — Сколько стоит Голливуд?[англ.] / What Price Hollywood? — Макс Кэри

### Режиссёр
14 фильмов с 1928 по 1935 год
- 1930 — Законное воровство[англ.] / Lawful Larceny
- 1930 — Расплата[англ.] / The Pay-Off
- 1931 — Королевская кровать[англ.] / The Royal Bed
- 1931 — Холостяцкая квартира[англ.] / Bachelor Apartment
- 1932 — Леди присяжные[англ.] / Ladies of the Jury
- 1932 — У греков есть слово для них[англ.] / The Greeks Had a Word for Them
- 1933 — Она обошлась с ним нечестно / She Done Him Wrong
- 1933 — Ранняя слава / Morning Glory
- 1933 — Бродвей сквозь замочную скважину[англ.] / Broadway Through a Keyhole
- 1934 — Рождена быть плохой[англ.] / Born to Be Bad
- 1935 — Ночная жизнь богов[англ.] / Night Life of the Gods[14]

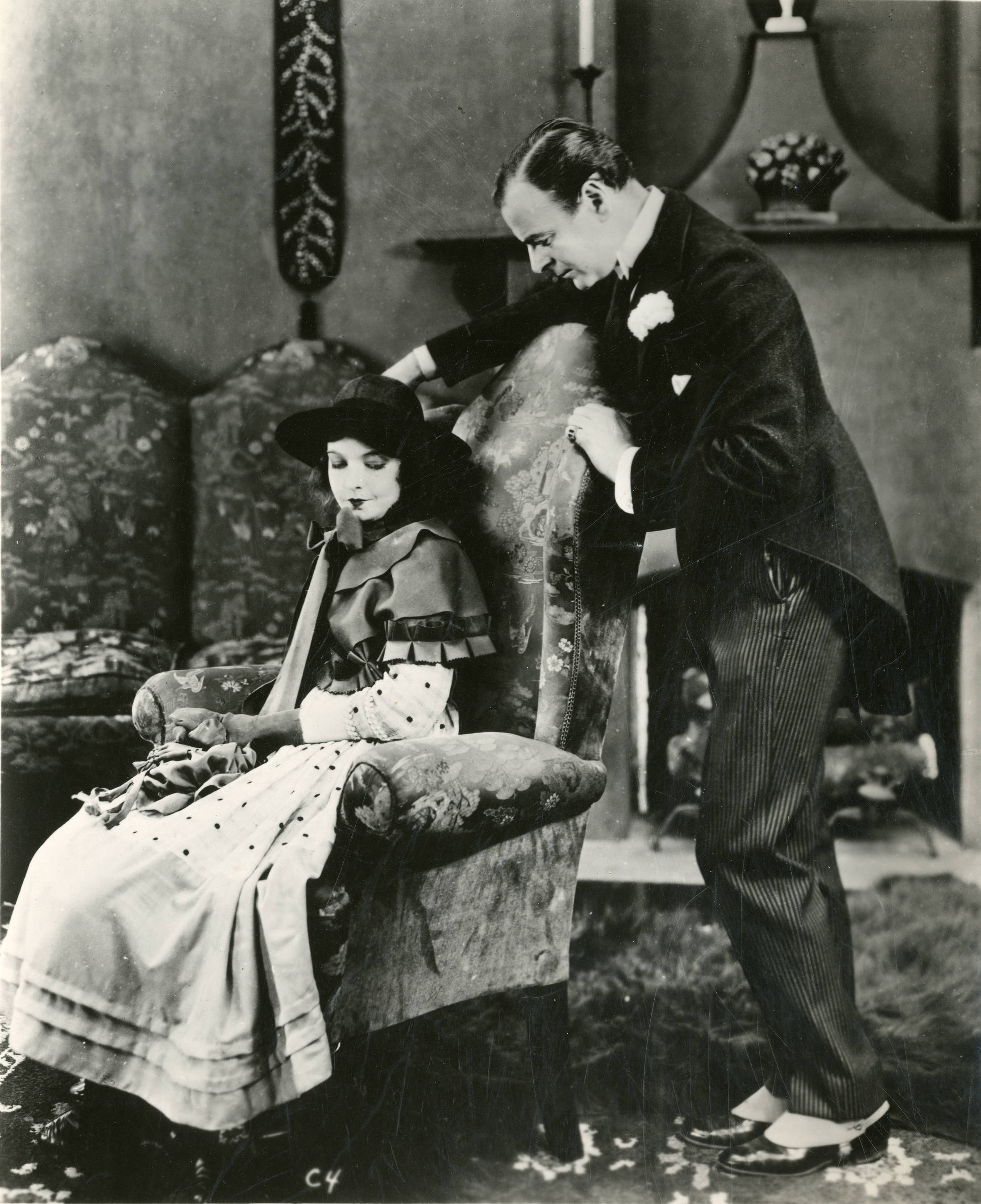
С Лиллиан Гиш в фильме «Путь на Восток» (1920)
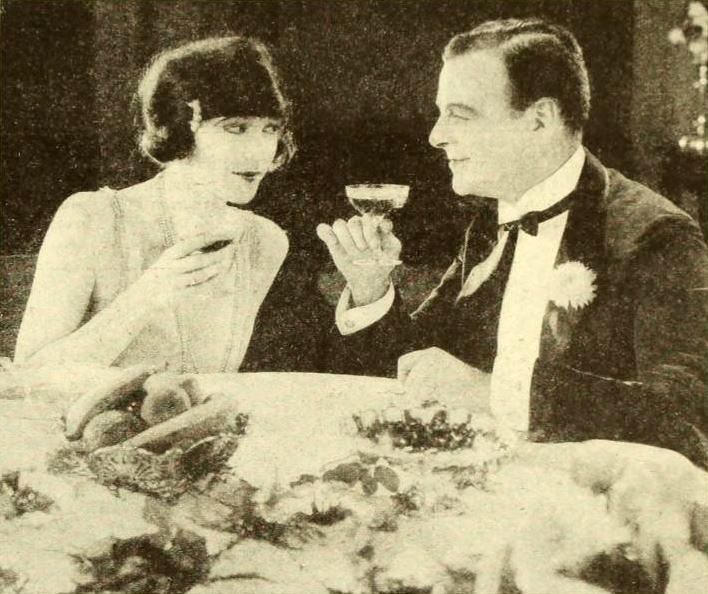
С Элис Брейди в фильме «Нью-йоркская идея[англ.]» (1920)
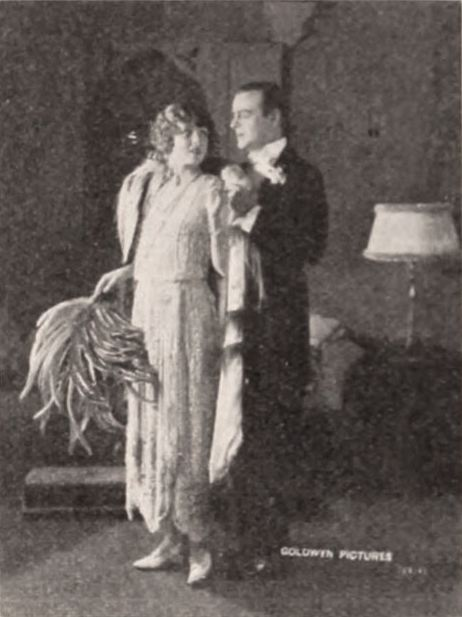
С Клэр Виндзор в фильме «Крупная кража[англ.]» (1922)
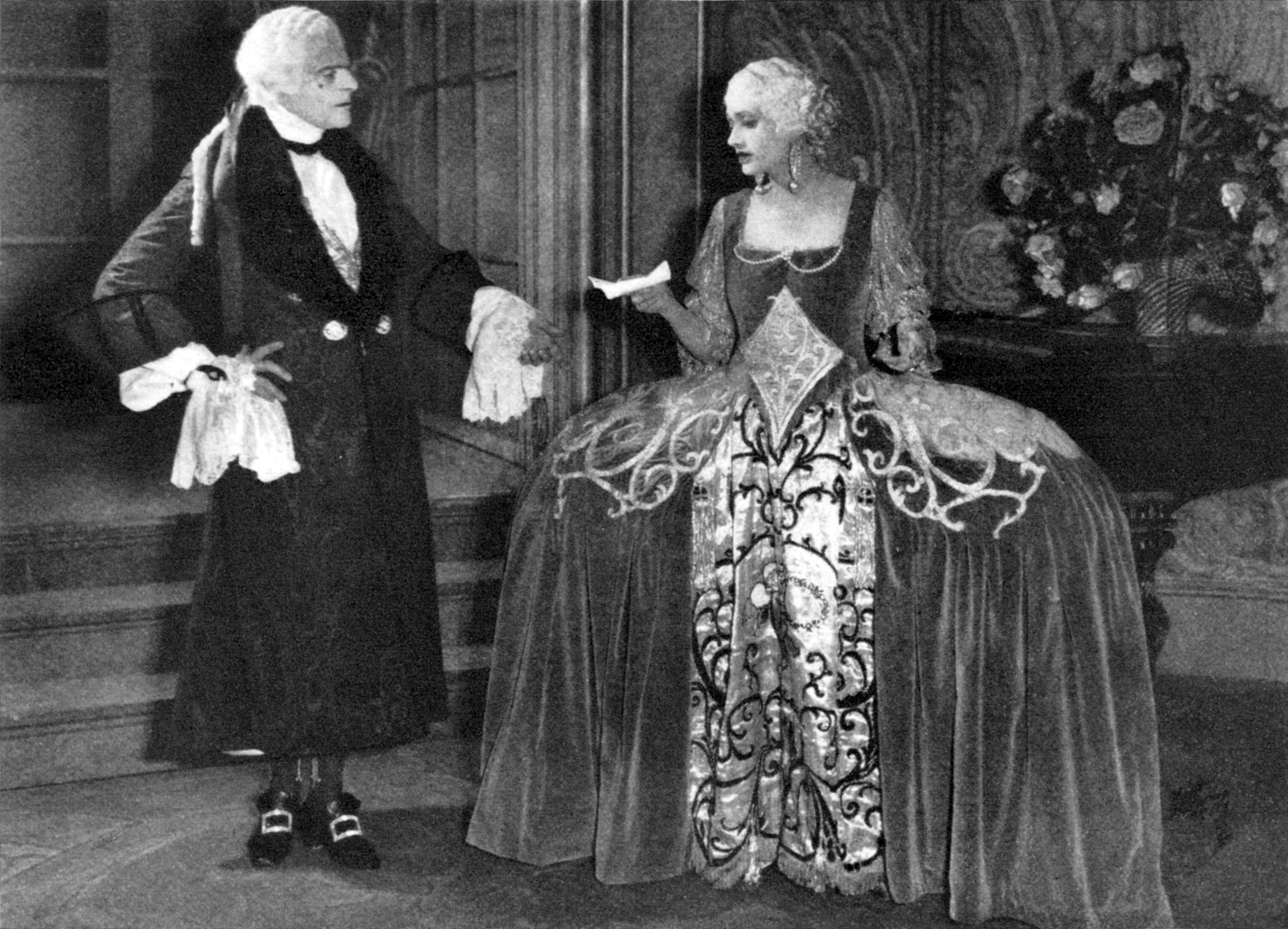
С Кэтрин Корнелл в бродвейской постановке «Казанова» (1923)
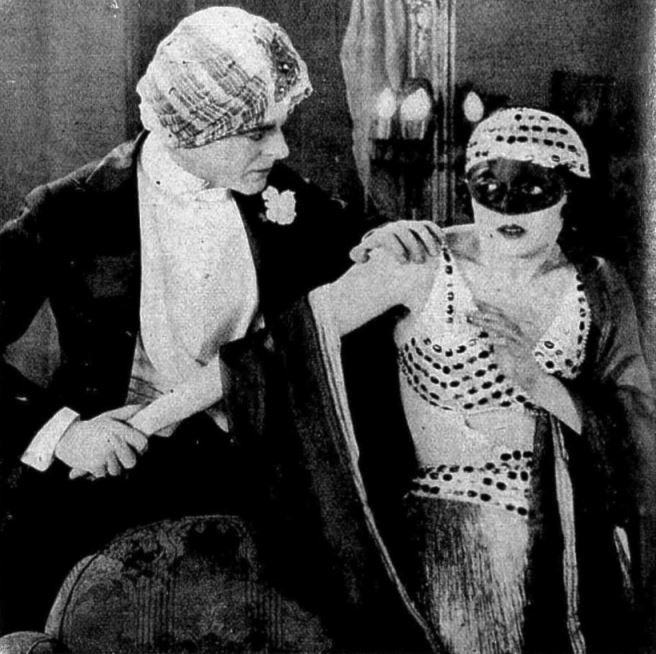
С Хелен Чадвик в фильме «Танцовщица под маской[англ.]» (1924)
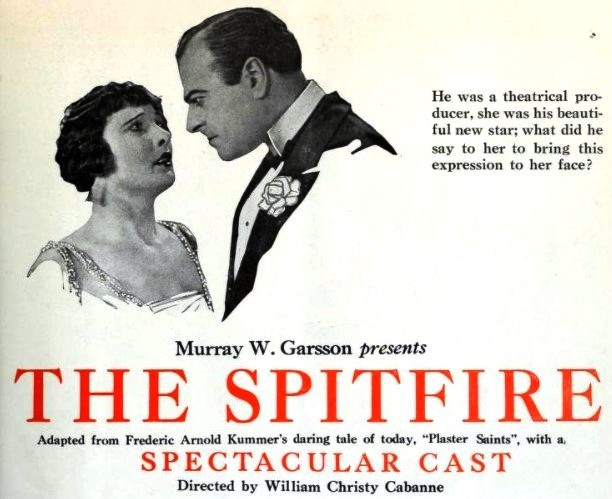
С Бетти Блайт в фильме «Вспыльчивость» (1924)
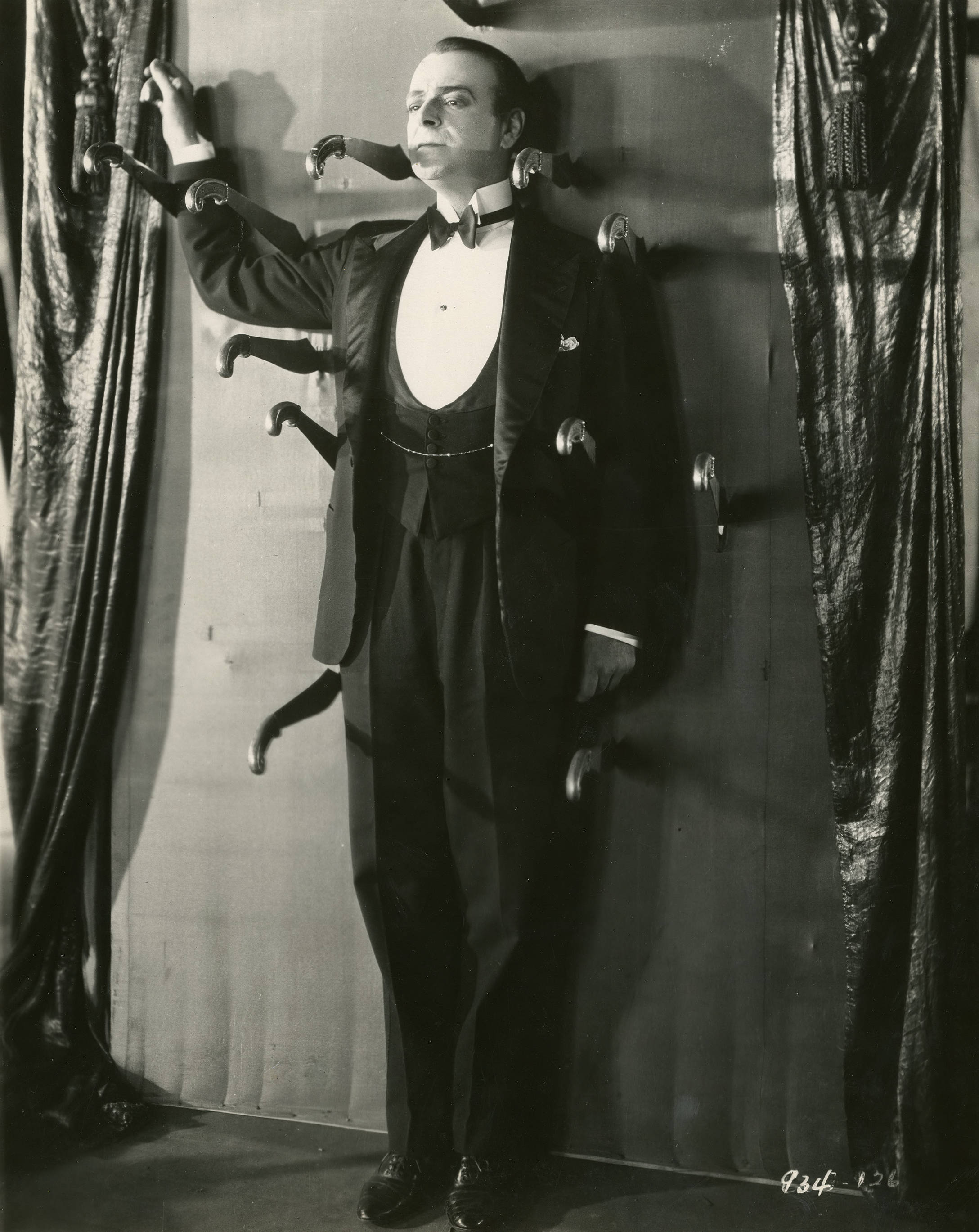
Фото 1926 года
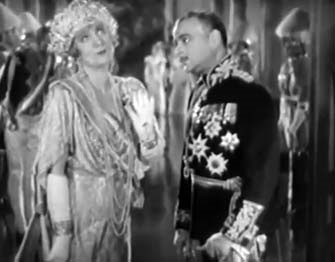
С Нэнс О’Нил в фильме «Королевская кровать[англ.]» (1931)
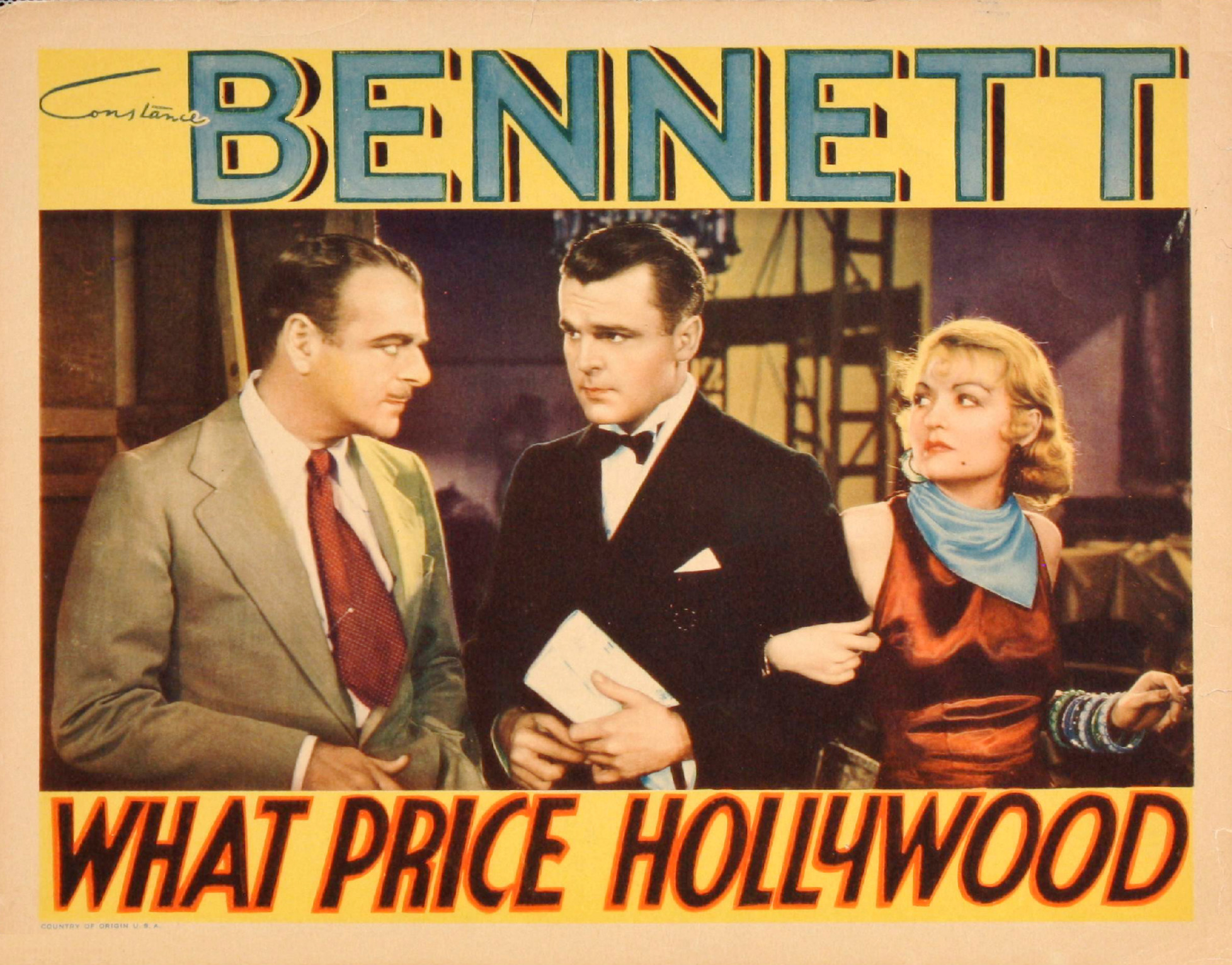
Слева направо: Лоуэлл Шерман, Нил Хэмилтон[англ.] и Констанс Беннетт на лобби-карточке фильма «Сколько стоит Голливуд?[англ.]» (1932)
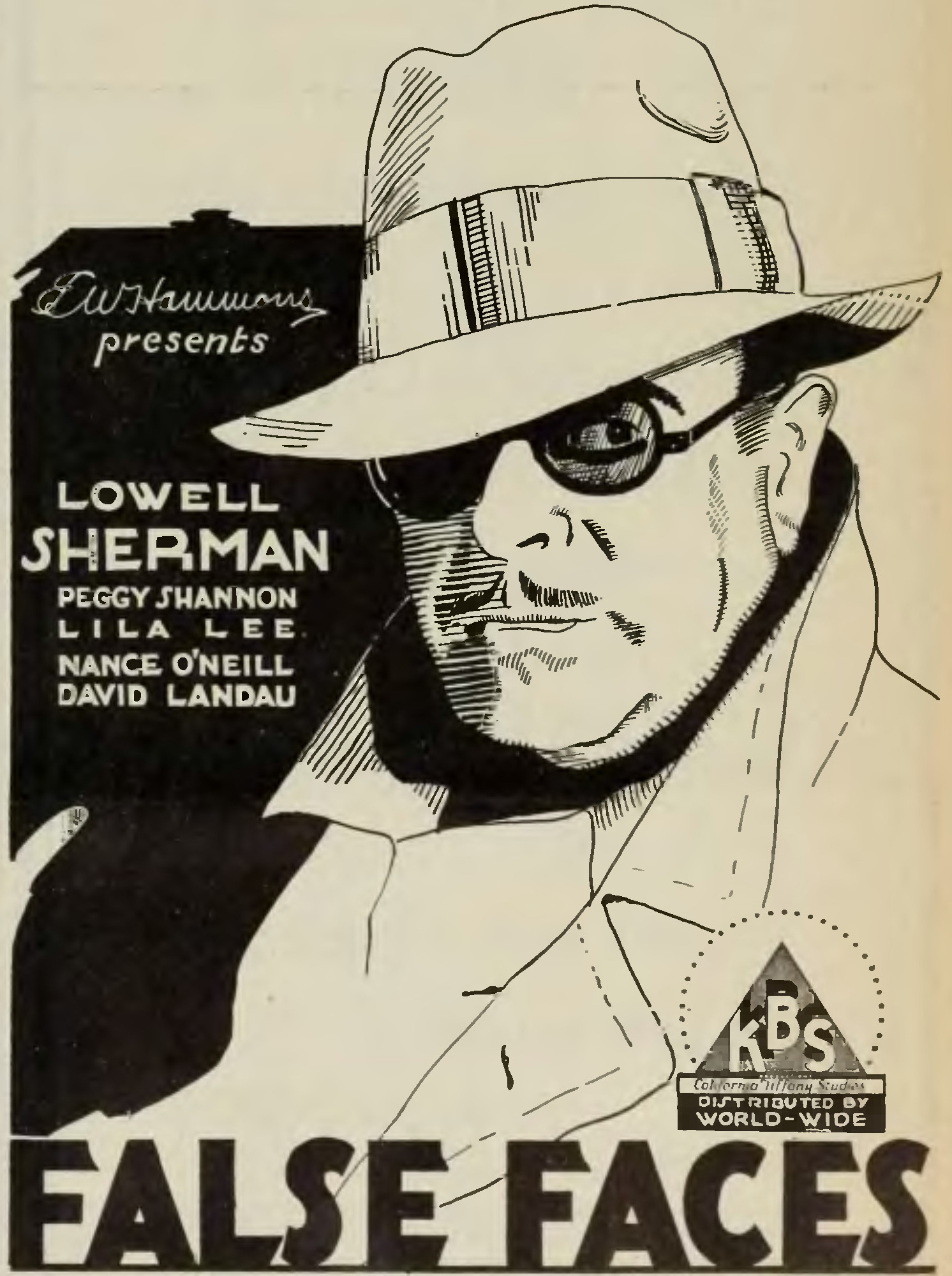
Реклама фильма «Фальшивые лица» (1932)
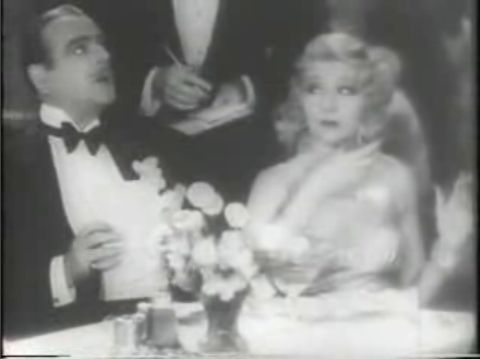
С Айной Клэр в фильме «У греков есть слово для них[англ.]» (1932)